# Eikpad
De eikpad (Anaxyrus quercicus) is een kikker uit de familie padden (Bufonidae).
De soort werd voor het eerst wetenschappelijk beschreven door John Edwards Holbrook in 1840. Oorspronkelijk werd de wetenschappelijke naam Bufo quercicus gebruikt, de soort behoorde later tot onder andere de geslachten Chilophryne en Incilius.

## Uiterlijke kenmerken
De eikpad is een vrij kleine soort in vergelijking met andere padden, het lichaam bereikt een lengte van 1,9 tot 3,3 centimeter.
De kikker heeft een vrij plat, rond lichaam met een grijze tot bijna zwarte basiskleur en op de rug enkele zeer grote, grillige vlekken die altijd donkerbruin tot zwart zijn en doen denken aan een landkaarttekening; sommige vlekken zijn rond, andere erg lang en ze vullen vrijwel de gehele rug. Op het midden van de rug zit een duidelijk zichtbare, witte tot oranjegele groef die boven de neusgaten begint en eindigt bij de cloaca. Over het hele lichaam zitten kleine wratjes die vaak een afwijkende kleur hebben, zoals rood tot geel.

## Levenswijze
Deze soort heeft een voorkeur voor de wat grassige plaatsen in het bos, maar wordt soms kilometers ver van water aangetroffen omdat een vochtige omgeving voorziet in de waterbehoefte. Meestal zit de kikker tussen de bladeren of in ondiepe holletjes te wachten tot er een prooi voorbij komt. Het is een van de kleinere echte padden met een lengte van nog geen 3,5 centimeter en de prooidieren zijn daar ook naar; kleine insecten en de larven ervan en andere kleine geleedpotigen. Deze soort is voornamelijk dagactief, maar als het weer te schraal is kan de kikker wekenlang onder stenen of planten wachten tot het vochtiger wordt.

## Voortplanting
De paartijd loopt van april tot oktober, en de mannetjes lokken de vrouwtjes met de zeer grote kwaakblaas. De meeste kikkers hebben een ronde kwaakblaas, deze soort echter heeft een sterk vergrote, worstvormige keelblaas. De kwaakblaas kan twee keer zo hoog worden als de kikker zelf waardoor het dier lijkt te ontploffen iedere keer als er wordt gekwaakt. Door de grotere keelzak kan echter een veel harder geluid worden gemaakt. De lokroep klinkt als het gepiep van een jong vogeltje, maar dan zeer luid. Als men bij enkele kwakende exemplaren in de buurt staat doet het pijn aan de oren. De amplexus en ei-afzet vindt plaats in ondiepe poelen. De vrouwtjes leggen tot 700 eitjes die verdeeld worden in minstens twee tot zes strengen.

## Verspreiding en habitat
Anaxyrus quercicus leeft in delen van Noord-Amerika en komt endemisch voor in de Verenigde Staten. De kikker is aangetroffen in de staten Alabama, Florida, Georgia, Louisiana en Virginia, en leeft uitsluitend in eikenbossen, waaraan de wetenschappelijke soortnaam te danken is; quercicus betekent eik.

## Afbeeldingen

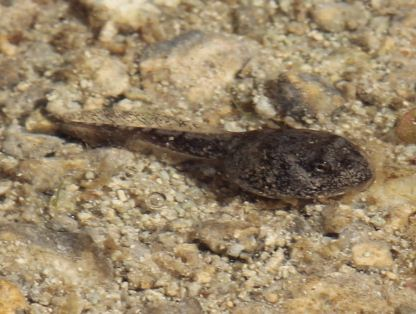
Larve
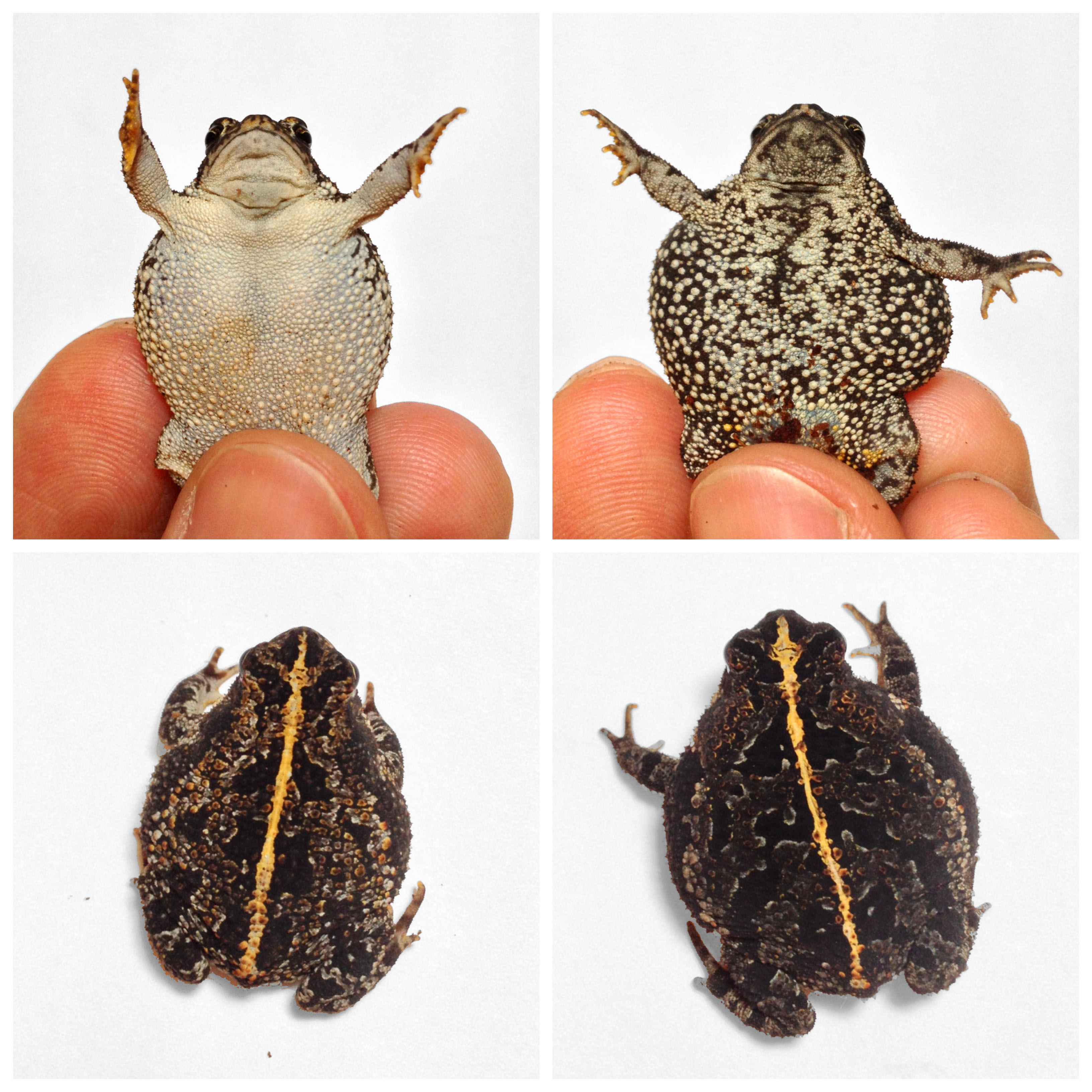
Seksuele dimorfie, mannetje links
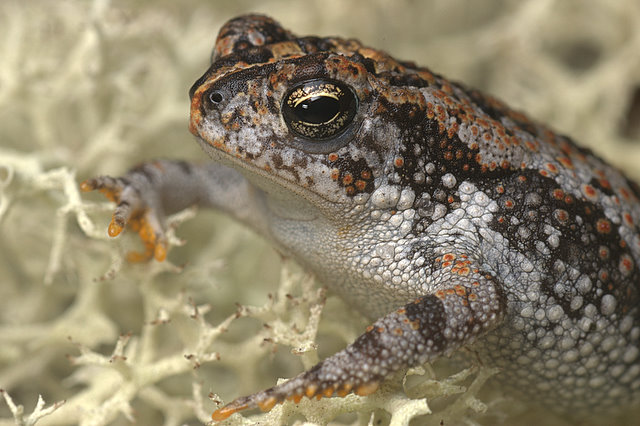
Vooraanzicht.